# なかよしリズム
『なかよしリズム』は、1966年4月8日から1988年3月までNHK教育テレビジョンの幼稚園・保育所の時間で放送されていた音楽系教育番組である。当初からカラー放送である。

## キャスト
| 1966年4月 | 1968年3月 | なかやまかつみ | なかやまかつみ | わしづなつえ | わしづなつえ | ザ・モンキーズ(天野和市,関原泰光 他)                           |                                               |                                               |
| 1968年4月 | 1971年3月 | なかやまかつみ | なかやまかつみ | わしづなつえ | わしづなつえ |                                                                |                                               |                                               |
| 1971年4月 | 1972年3月 | みついしゅんご | みついしゅんご | わしづなつえ | わしづなつえ |                                                                |                                               |                                               |
| 1972年4月 | 1973年3月 | いいのおさみ   | はせさんじ     | 堀江美都子   | 堀江美都子   | モンキーズ 関原泰光 他                                         |                                               |                                               |
| 1973年4月 | 1974年3月 | 山崎裕         | 近藤準         | 小原初美     | 小原初美     |                                                                |                                               |                                               |
| 1974年4月 | 1976年3月 | 坂本博士       | 坂本博士       | 小牧まり     | 小牧まり     | 細野高裕 関原泰光（リズムのお兄さん）                          | 細野高裕 関原泰光（リズムのお兄さん）         | 細野高裕 関原泰光（リズムのお兄さん）         |
| 1976年4月 | 1978年3月 | 福沢良         | 福沢良         | 池田ひろ子   | 池田ひろ子   | 細野高裕 関原泰光（リズムのお兄さん）                          | 細野高裕 関原泰光（リズムのお兄さん）         | 細野高裕 関原泰光（リズムのお兄さん）         |
| 1978年4月 | 1979年3月 | 福沢良         | 福沢良         | 岡崎裕美     | 岡崎裕美     | 細野高裕 関原泰光（リズムのお兄さん）                          | 細野高裕 関原泰光（リズムのお兄さん）         | 細野高裕 関原泰光（リズムのお兄さん）         |
| 1979年4月 | 1983年3月 | 細野修男       | 細野修男       | 岡崎裕美     | 岡崎裕美     | 大谷純一,大田一喜,中村浩二 (リズムのお兄さん)                  | 大谷純一,大田一喜,中村浩二 (リズムのお兄さん) | 大谷純一,大田一喜,中村浩二 (リズムのお兄さん) |
| 1983年4月 | 1984年3月 | 今井敦         | 今井敦         | 岡崎裕美     | 岡崎裕美     | 大谷純一,大田一喜,中村浩二 (リズムのお兄さん)                  | 大谷純一,大田一喜,中村浩二 (リズムのお兄さん) | 大谷純一,大田一喜,中村浩二 (リズムのお兄さん) |
| 1984年4月 | 1988年3月 | -              | -              | 土居裕子     | 中山圭以子   | 山本直純(おじさん), ポコン（操演・山口真美）（声・一城みゆ希） |                                               |                                               |

## 正月特番
1971年1月2日には正月特番として「リズムでお正月」が放映されており、当時、「おかあさんといっしょ」のうたのおねえさんだった斎藤昌子と森晴美がゲスト出演している。

## Uちゃん&Kちゃん時代
歌のお姉さんは、1983年度まではいつも1人だけだったが、1984年度からは2人になった。Uちゃん（土居裕子）は『U』が書かれた黄色系の服を着ている。紹介の合図は「U、U、UFOの、Uちゃんです!」。Kちゃん（中山圭以子）は『K』が書かれた青系の服を着ている。同じく「OK、OKの、Kちゃんです!」。2人は6歳年の差違い。
『Uちゃん』は『土居裕子』（Yuu（=U）ko Doi）とソプラノ・ヴォイスで声は『美しい』（Utsukushii）という意味で、『Kちゃん』は『中山圭以子』（Keiko Nakayama）とアルト・ヴォイスで声は『可愛い』（Kawaii）という意味。
体操「ポーズでポコン」の1987年度では「ビデオレター」というシーンも。

### Uちゃん&Kちゃん時代の主な曲
〇は1986年、△は1987年の楽譜集、□はこどものうた楽譜集第18集
- あいさつのうた 〇
- あかいはっぱひとつ 〇
- あかかてしろかて △
- ありさんぞうさん △
- いい音みつけた 〇
- 1234ハンカチ 〇
- おおきなこえではいはいはい △
- おしゃべりやま 〇
- 音のマーチ（テーマ曲）〇△
- おどりのすきなウンパッパ 〇
- おべんとうもって 〇
- おまつりわっしょい △
- おもちゃのまちのおもちゃやさん △
- おやこでさんぽ △
- カップコップチャップ △
- カンカラパンのパン △
- コップの動物園 △
- このくつはけば △
- 木の実のマーチ 〇
- こまったこま □
- さようならありがとう △[注釈 1]
- さんかくやまのえかきうた（ポコンえかきうた）〇
- じゃんけんグー □
- スキーごっこ 〇
- すきですきでスキップ 〇
- ぞうのはな 〇
- だいすきなぼうし △
- たまごがならんだ △
- チャントかたづけ音頭 △
- てぶくろ動物園 〇
- どっちがながい △
- ドはどうして △
- ともだちけんぱ〇
- とんとことんのとん △
- なぞなぞサンバ 〇[注釈 2]
- なまえっていいな 〇
- はずむはリズム □
- はっぱのワルツ △
- パンツシャツボタン 〇
- ひよこのサンバ 〇
- ペコペコパンパン △
- ポーズでポコン（体操）〇△
- ポッコンポコン（体操）〇
- まるさんかくしかく〇
- みじかいホース 〇
- みんなともだち △[注釈 3]
- むしまつり 〇
- やしのみのギャロップ □

## 放送時間
いずれも日本時間。
- 1966年度 - 1968年度：月曜日 14:40 - 15:00、木曜日 10:40 - 11:00、金曜日 09:40 - 10:00
- 1969年度 - 1971年度：月曜日 14:40 - 14:55、木曜日 10:30 - 10:45、金曜日 09:00 - 09:15[注釈 4]
- 1972年度 - 1979年度：月曜日 14:40 - 14:55、木曜日 10:30 - 10:45、金曜日 09:15 - 09:30
- 1980年度 - 1981年度：月曜日 15:20 - 15:35、木曜日 10:30 - 10:45、金曜日 09:15 - 09:30
- 1982年度 - 1984年度：月曜日 15:15 - 15:30、木曜日 10:30 - 10:45、金曜日 09:15 - 09:30
- 1985年度 - 1987年度：月曜日 15:00 - 15:15、木曜日 10:30 - 10:45、金曜日 09:15 - 09:30

## 後日談
- 2020年8月18日放送の『ごごナマ』（NHK総合テレビ）に堀江美都子がゲスト出演した際、堀江が当番組に出演した映像が48年振りに放送された。この映像はNHKには残っておらず、視聴者から寄せられた。